# Patrik Ourednik
Patrik (Patrick) Ourednik este un scriitor ceh  și francez care s-a născut la Praga în 1957.
Este autorul mai multor cărți precum și traducătorul în limba cehă a unor autori francezi ca François Rabelais, Alfred Jarry, Raymond Queneau, Samuel Beckett, Henri Michaux, Claude Simon sau Boris Vian. A publicat în 2001 și, respectiv, 2004, două cărți care vor face înconjurul lumii: Europeana. O scurtă istorie a secolului al XX-lea și Momentul propice, 1855, traduse în mai mult de 20 de limbi.
Patrik Ourednik și-a petrecut tinerețea în Cehoslovacia anilor ’70, în plină perioadă de “normalizare” (redresare a puterii comuniste) care a pus capăt speranțelor Primăverii pragheze. Semnatar al Petiției pentru eliberarea prizonierilor politici și editor de “samizdat”, a fost declarat din punct de vedere ideologic “necorespunzător” pentru studiile universitare. În 1984 s-a exilat în Franța unde locuiește și în prezent. 
Toată opera lui Patrik Ourednik – dicționare non-convenționale, eseuri, romane, poezii, pastișe – este marcată de interesul pentru ideile primite de-a gata, prejudecăți și steoreotipuri, examinate cu ajutorul limbii, considerate expresia sau semnul unui “adevăr al epocii”: “În ceea ce mă privește, încerc să aplic în literatură un principiu oarecum diferit, plecând de la premiza că e posibil să înțelegem prin adevărul epocii limba acestei epoci, astfel spus de a mă folosi de anumite ticuri de limbaj, de stereotipuri și de locuri comune și de a face în așa fel încât acestea să acționeze și să se comporte în același mod ca personajele unei narațiuni tradiționale” [1].
Căutarea genurilor încă neexplorate și un spirit ludic omniprezent – “autorul se joacă cu cuvintele, evenimentele, disciplinele, lecturile” [2] – fac ca opera lui Ourednik să rămână, pentru o bună parte a criticii literare, “inclasabila”.
[1] “Soirée littéraire consacrée à l'oeuvre de Patrik Ourednik”, Cercle de réflexion, Communauté éuropéenne, 2009.
[2] Český rozhlas, 2. 3. 2002.

## Scrieri
- 1988: Šmírbuch jazyka českého. Slovník nekonvenční češtiny
- 1992: Anebo
- 1993: O princi Čekankovi, jak putoval za princeznou, a o všelijakých dobrodružstvích, která se mu přitom přihodila
- 1994: Aniž jest co nového pod sluncem. Slova, rčení a úsloví biblického původu
- 1995: Rok čtyřiadvacet
- 1996: Neřkuli
- 1997: Hledání ztraceného jazyka
- 2000: Klíč je ve výčepu
- 2001: Europeana. Stručné dějiny dvacátého věku
- 2004: Dům bosého
- 2006: Příhodná chvíle, 1855
- 2006: Ad acta
- 2010: Utopus to byl, kdo učinil mě ostrovem
- 2011: Dnes a pozítří
- 2013: Svobodný prostor jazyka
- 2014: Histoire de France † À notre chère disparue
- 2017: La fin du monde n'aurait pas eu lieu
- 2017: Antialkorán aneb Podivný svět T.H.